# Mil Mi-28
Mi-28 är en rysk dubbelsitsig attackhelikopter med NATO-beteckningen Havoc. Utvecklingen av helikoptern påbörjades av Sovjetunionen under det sena 1970-talet och första flygningen kom 1988. Efter Sovjetunionens upplösning under det tidiga 1990-talet övertogs utvecklingen av Ryssland. Hårt neddragna budgetanslag försenade dock produktionen och inte förrän början av 2000-talet kunde de första levereras.
Idag är cirka 50 stycken i bruk i det ryska flygvapnet med fler under beställning.